# Gymnasium am Wall Verden

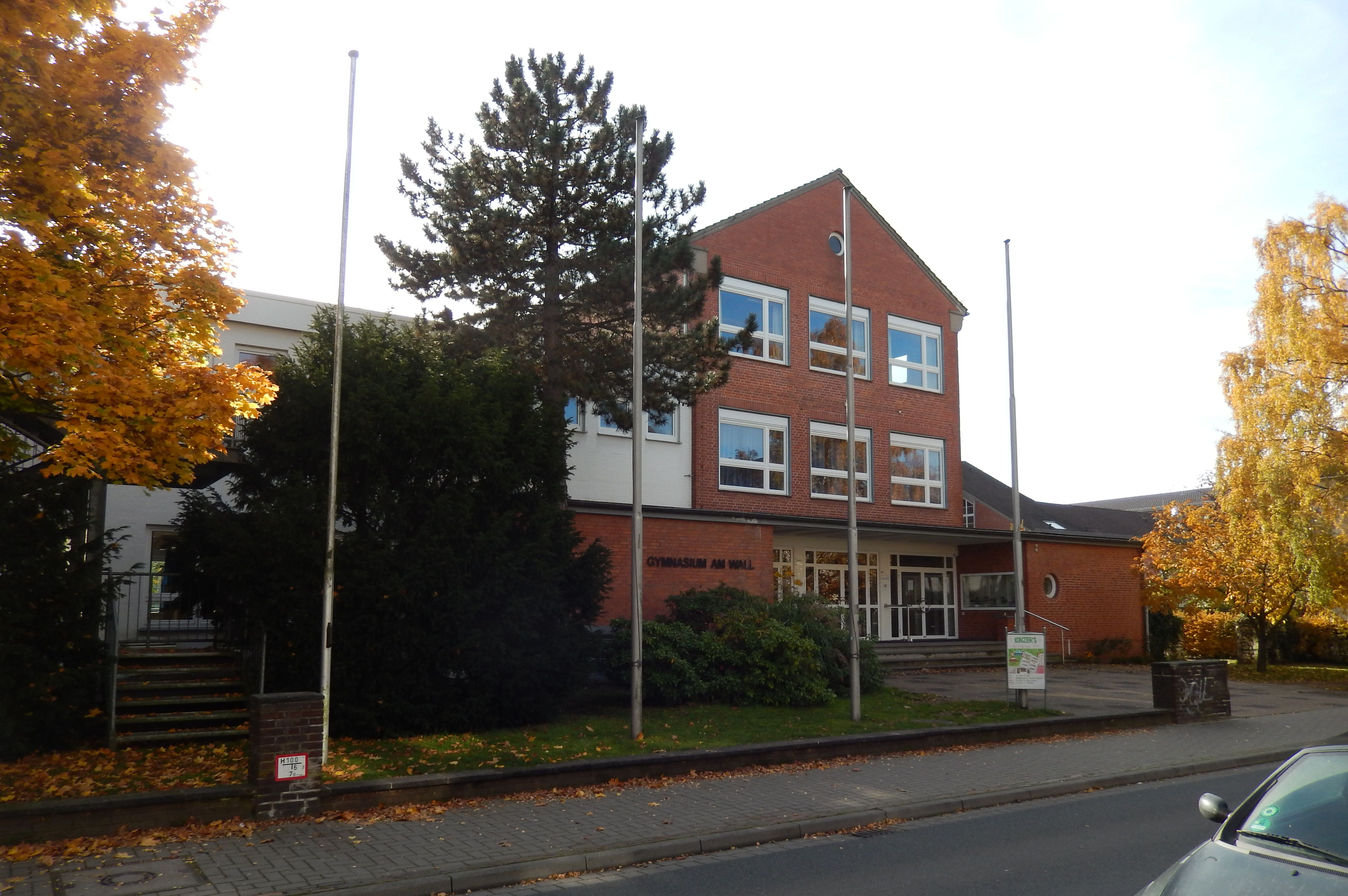
Gymnasium am Wall in Verden (Aller)

Das Gymnasium am Wall (Abk.: GaW) ist neben dem Domgymnasium eines der beiden Gymnasium im niedersächsischen Verden an der Aller.

## Geschichte
1872 wurde eine private höhere Töchterschule gegründet. 1922 wurde die Stadt Verden Trägerin der Schule mit dem Namen „Städtisches Lyceum“. Seit 1946 können die Schülerinnen auch das Abitur machen. Im Jahr 1961 wurde das „Gymnasium am Wall“ in die Trägerschaft des Landkreises Verden überführt und die Koedukation eingeführt. 1972 übernahm das Gymnasium am Wall eine Pilotfunktion mit der Einführung der Reformierten Oberstufe in Niedersachsen. Aufgrund der wachsenden Schülerzahlen wurden in den Jahren 1978 bis 1993 eine Reihe von Neu- und Umbauten durchgeführt, die zu einer Vergrößerung der Schule führten. 1988 erhielt die Schule eine Bibliothek in der alle Fachbibliotheken und die Schülerbibliothek zusammengefasst wurden. 1989 wurde der Schulhof umgestaltet und in Eigenarbeit ein Gewächshaus errichtet, welches nun den Mittelpunkt der Gewächshaus-AG darstellt. 1993 erhielt die Schule eine Cafeteria, die seit 2007 von einem privaten Trägerverein betrieben wird. Seit dem Schuljahr 2004/2005 gibt es in der fünften und sechsten Jahrgangsstufe je eine „Bläserklasse“, in der gemeinschaftlich Blasinstrumente erlernt werden.
Zum Schuljahr 2007/2008 wurden für vier zehnte Klassen Räume in der Kreismusikschule eingerichtet, die ein Jahr später von ebenfalls vier neunte Klassen besetzt wurden. Zum Halbjahr wurde statt einer neunten eine achte Klasse in die Musikschule verlegt. Zum Schuljahr 2011/12 konnten die Räumlichkeiten in der KMK wieder aufgegeben werden, da durch den Abgang des Doppeljahrgangs wieder genügend Raumkapazitäten zur Verfügung stehen. 2009 wurde mit dem Bau einer neuen Turnhalle begonnen, welche im Februar 2010 für den Sportunterricht eröffnet wurde, jedoch offiziell erst im August im Rahmen einer Eröffnungsfeier eingeweiht worden ist.
Um den Anforderungen einer Ganztagsschule gerecht zu werden, wurde 2014 eine Mensa mit eigener Küche eröffnet.
2020 wurde ein Anbau für weitere Klassenräume errichtet, die Schüler der 11. Klassen wurden deshalb in Containern unterrichtet.

## Informationen zur Schule
Im Jahr 2021 gehen 985 Schüler auf das Gymnasium am Wall, die von insgesamt 87 Lehrkräften unterrichtet werden.
Zurzeit bietet die Schule 31 Arbeitsgemeinschaften zur freiwilligen Mitarbeit an.

### Projekte
- Seit dem 26. Januar 2005 ist das GaW eine Schule ohne Rassismus – Schule mit Courage, Paten sind Bascha Mika, ehemalige Chefredakteurin der taz und Lutz Brockmann, Bürgermeister von Verden.
- Das GaW ist Partnerschule des Projektes „100 Schulen-100 Vereine“ von Werder Bremen

### Schulpartnerschaften
Internationale Kontakte unterhält das GaW über das Comenius-Programm.
Des Weiteren bestehen internationale Schulpartnerschaften zu vier Schulen:
- Lycée Duplessis-Mornay, Saumur (Frankreich)
- Gimnazjum nr 2, Zielona Góra (Polen)
- Schule 33, Sankt Petersburg (Russland)
- IES de Sant Vicenc de Montalt, Sant Vicenç de Montalt (Spanien)

## Ehemalige Schüler
- Joachim Stünker (* 1948), Politiker (SPD)
- Falko Wilms (* 1961), Wirtschaftswissenschaftler
- Dörte Liebetruth (* 1979), Politikerin (SPD)
- Casper (* 1982; bürgerlich Benjamin Griffey), Rapper und Rap-Rock-Künstler
- Jonathan Schmude (* 1992), Fußballspieler